# Строберрі (округ Марін, Каліфорнія)
Строберрі (англ. Strawberry) — переписна місцевість (CDP) в США, в окрузі Марін штату Каліфорнія. Населення — 5447 осіб (2020).

## Географія
Строберрі розташоване за координатами 37°53′41″ пн. ш. 122°30′30″ зх. д. / 37.89472° пн. ш. 122.50833° зх. д. (37.894786, -122.508393).  За даними Бюро перепису населення США в 2010 році переписна місцевість мала площу 3,45 км², з яких 3,41 км² — суходіл та 0,04 км² — водойми. В 2017 році площа становила 4,95 км², з яких 3,44 км² — суходіл та 1,51 км² — водойми.

## Демографія
Згідно з переписом 2010 року, у селищі мешкали 5393 особи в 2510 домогосподарствах у складі 1307 родин. Густота населення становила 1563 особи/км².  Було 2729 помешкань (791/км²).
Расовий склад населення:
| - 80,2 % — білих - 10,9 % — азіатів - 2,1 % — чорних або афроамериканців - 0,3 % — вихідців з тихоокеанських островів - 0,3 % — корінних американців - 1,8 % — осіб інших рас |

До двох чи більше рас належало 4,3 %. Частка іспаномовних становила 6,5 % від усіх жителів.
За віковим діапазоном населення розподілялося таким чином: 19,9 % — особи молодші 18 років, 62,6 % — особи у віці 18—64 років, 17,5 % — особи у віці 65 років та старші. Медіана віку мешканця становила 44,0 року. На 100 осіб жіночої статі у селищі припадало 90,8 чоловіків;  на 100 жінок у віці від 18 років та старших — 86,5 чоловіків також старших 18 років.
Середній дохід на одне домашнє господарство  становив 148 566 доларів США (медіана — 81 583), а середній дохід на одну сім'ю — 194 664 долари (медіана — 103 897). Медіана доходів становила 110 417 доларів для чоловіків та 71 094 долари для жінок. За межею бідності перебувало 14,2 % осіб, у тому числі 17,8 % дітей у віці до 18 років та 3,2 % осіб у віці 65 років та старших.
Цивільне працевлаштоване населення становило 2748 осіб. Основні галузі зайнятості: освіта, охорона здоров'я та соціальна допомога — 25,1 %, науковці, спеціалісти, менеджери — 16,8 %, фінанси, страхування та нерухомість — 13,4 %, мистецтво, розваги та відпочинок — 12,2 %.